# Ahmad Batebi
Ahmad Batebi (Shiraz, 25 luglio 1977) è un attivista iraniano, arrestato dalle autorità iraniane fino alla sua fuga negli Stati Uniti d'America.

## Biografia
Studente universitario a Teheran, prende parte alle proteste studentesche del luglio '99. La fotografia di Batebi che solleva la maglia del suo amico Ezzat ucciso dalle autorità riceve una certa attenzione internazionale (The Economist la inserisce nella copertina del 13 luglio 1999), e le autorità iraniane lo arrestano.
Torturato per farlo confessare, viene detenuto nella prigione di Evin. Condannato inizialmente alla pena di morte (ridotta poi a 15 anni di reclusione), Batebi protesta con scioperi della fame.
Le pressioni degli osservatori internazionali e di Amnesty International spingono Teheran a liberare temporaneamente Batebi dopo che venne colpito da un ictus nel 2008.
Ne approfitta per fuggire attraverso il Kurdistan iracheno; in Iraq riesce a mettersi in contatto con l'ambasciata statunitense. Imbarcato su un aereo per Vienna e da lì per gli Stati Uniti d'America, dove vive attualmente.
Nel 2019, intervistato da IranWire, afferma: "Ho capito che la priorità dei riformisti non era la democrazia, la libertà e la riforma della società. La loro unica priorità era la conservazione del regime. Molti dei riformisti e dei principalisti [conservatori] sono parenti [delle persone al potere] e traggono beneficio dal preservare questo regime. La priorità di questi signori non era il cambiamento o le riforme, ma proteggere il regime e la sua continuità."